# Denys Hay
Denys Hay (* 29. August 1915 in Newcastle upon Tyne; † 14. Juni 1994) war ein britischer Historiker, der sich vor allem mit der italienischen Renaissance und ihrer Auswirkung auf Europa befasste. Er war Professor für Mittelalterliche Geschichte an der University of Edinburgh.
Hay studierte in Oxford und war ab 1945 Lecturer in Edinburgh. 1970 wurde er zum Mitglied (Fellow) der British Academy gewählt. 1974 wurde er in die American Academy of Arts and Sciences gewählt und 1977 als Fellow in die Royal Society of Edinburgh aufgenommen.
Er war Mitherausgeber des ersten Bandes der New Cambridge Modern History.

## Schriften
- Herausgeber: The Anglica historia of Polydore Vergil, AD 1485-1537, 1950
- Polydore Vergil: Renaissance Historian and Man of Letters, Clarendon Press 1952
- From Roman Empire to Renaissance Europe 1953
  - Neuauflage The Medieval Centuries, 1964
- Europe: the Emergence of an Idea, Edinburgh University Press, 1957
- The Italian Renaissance in its Historical Background, Cambridge University Press 1961, 1977
  - deutsche Übersetzung: Geschichte Italiens in der Renaissance. Kohlhammer, Stuttgart 1962.
- Europe in the Fourteenth and Fifteenth Centuries, 1966, 2. Auflage 1989
- Italian Clergy and Italian Culture in the Fifteenth Century, 1973
- Renaissance Essays, 1988
- Italy in the Age of the Renaissance, 1380-1530, Longman History of Italy, 1989
- Annalists and historians: Western historiography from the eighth to the eighteenth centuries, 1977